# Nemertoderma bathycola
Espèce
Nemertoderma bathycola est une espèce de némertodermatides de la famille des Nemertodermatidae, des vers marins microscopiques.

## Répartition
Cette espèce est endémique de l'océan Atlantique Nord.

## Description
Nemertoderma bathycola mesure de 260 à 400 µm.

## Publication originale
- Steinbock, 1930 : Ergebnisse einer von E. Reisinger & O. Steinbock mit hilfe des Rask-Örsted fonds durchgefuhrten Reise in Grönland 1926. 2. Nemertoderma bathycola nov. gen. nov. spec., eine eigenartige Turbellarie aus der Tiefe der. Diskobay; nebst einem Beitrag zur Kenntnis des Nemertinenepithels. Vidensk Medd Dan Naturhist Foren, vol. 90, p. 47-84.